# Abbatiale Saint-Pierre-et-Saint-Paul de Caunes-Minervois
Pour les articles homonymes, voir Abbatiale Saint-Pierre-et-Saint-Paul.
L'abbatiale Saint-Pierre-et-Saint-Paul est une église située à Caunes-Minervois dans le département français de l'Aude en région Occitanie.

## Localisation
L'église est située sur la commune de Caunes-Minervois, dans le département français de l'Aude.

## Historique
Les bâtiments suivants de l'ancienne abbaye sont inscrits au titre des monuments historiques par arrêté du 25 octobre 2002 : le cloître avec son sol médiéval, les bâtiments bordant le cloître à l'ouest et à l'est, le grand corps du XVIIe siècle au sud, l'ancien logis abbatial, les vestiges du mur de clôture (incluant la poterne au nord du logis), les bâtiments conventuels, logis abbatial, la poterne et le mur de clôture).  
Une partie de l’ancienne abbaye est classées au titre des monuments historiques par arrêté du 27 octobre 2014 : le cloître et les bâtiments le bordant, le grand corps XVIIe siècle incluant les sols et les anciens jardins en totalité, à l’exception des adjonctions postérieures au XVIIIe siècle.